# Vergelt’s Gott
Vergelt’s Gott (kurz für „Vergelte es Gott!“) ist eine Dankesformel, die vor allem in Süddeutschland, Südtirol und Österreich gebräuchlich ist. Als Antwort auf Vergelt’s Gott gibt man Segne’s Gott! (kurz für „Segne es Gott!“)

## Beispiele aus dem Volksglauben
Der deutsche Volkskundler Lutz Röhrich stellt in seinem Lexikon der sprichwörtlichen Redensarten Folgendes fest:
Wird ein Armer, ein Bettler von einer Bäuerin beschenkt, so hört sie ein städtisch-höfliches ‚Dankeschön‘ nicht gern. ‚Des isch wia Wasser!‘, d. h., es hat keinen Wert. Der Beschenkte soll mit einem ‚Vergelt’s Gott!‘ danken, worauf sie mit einem ‚Segen’s Gott‘ oder ‚Zahl’s Gott‘ antwortet.
Entsprechend heißt es in dem Gedicht Vergelt’s Gott von Max Hofmann:

„Vergelt’s Gott!“ sagt aa d’ Muatter laut,

„Vergelte Gott!“ jedes Kind,

Und jed’s „Vergelt’s Gott“, ohne Frag,

Sein Weg zum Herrgott find.

### Der Vergelt’s-Gott-Sammler
In der Sage vom Vergelt’s-Gott-Sammler ließ sich ein böser und geiziger Bauer überreden, einen Fußweg durch seinen Hof allgemein benützen zu lassen. Allerdings stellte er die Bedingung, dass jeder Vorübergehende vor seinem Hofkreuz ein „Vergelt’s Gott“ sagen müsste, und bei jedem „Vergelt’s Gott“ machte er eine Kerbe in das Kreuz.
Nach seinem Tod wollte Petrus dem bösen Bauern den Einlass zum Himmel verweigern, doch die gesammelten „Vergelt’s Gott“ fielen schwerer ins Gewicht als seine Sünden, sodass ihn Petrus in den Himmel lassen musste.

### Die arme Frau und der Metzger
Der SWR zitiert aus den Papieren einer Pfarrfrau ein Gedicht, bei dem eine alte arme Frau aus Albendorf zum Metzger geht und ihn bittet, mit einem „Vergelt’s Gott“ zahlen zu dürfen. Der geizige Metzgermeister willigt ein und schreibt „Vergelt’s Gott“ auf ein Stück Papier. Doch als er das Papier in seine Waagschale legt, kann er es mit seiner ganzen Ware nicht aufwiegen und beschließt, künftig Mitleid mit den Armen zu haben.

## Trivia
Die Trittleiste eines Jogltisches wird Vergeltsgott genannt, wohl weil man darauf auch zum Tischgebet niederkniet.